# OpenDoc

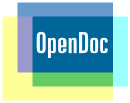
Logo von OpenDoc.

OpenDoc ist eine Softwaretechnik für Verbunddokumente, welche von den CI Labs (Component Integration Laboratories, Inc.) entwickelt wurde. Dieses Unternehmen wurde im Oktober 1994 von den Unternehmen Apple Computer, IBM, Novell und WordPerfect gegründet. Später schlossen sich auch Oracle, Taligent, Adobe und Xerox diesem Konsortium an. Die erste Version 1.0 wurde von Apple im November 1995 für den Macintosh freigegeben. Eine der wohl bekanntesten Anwendungen, welche diese Technik wirklich ausnutzte, war der von Apple entwickelte Web-Browser Cyberdog. IBM brachte in der Folgezeit Versionen für die Betriebssysteme OS/2 und Windows auf den Markt. Bereits 1997 wurde die Weiterentwicklung von SOM und OpenDoc beendet.

## Architektur
OpenDoc ermöglicht die Erschaffung völlig neuartiger komponentenorientierter und kooperativer Programme. Dieser Ansatz geht weg von der anwendungszentrischen hin zur dokumentenzentrischen Arbeitsweise. 
Zu den Schlüsselmerkmalen zählen:
- Die Unterstützung von Verbunddokumenten
- Die benutzerspezifische Anpassbarkeit und Erweiterbarkeit
- Die Verfügbarkeit über unterschiedliche Rechnerplattformen und Betriebssysteme hinweg

Ein OpenDoc-Dokument ist aus verschiedenen Parts (Bereichen) aufgebaut und wird über einen Part-Editor bearbeitet, wobei jeder Part-Editor nur für den spezifischen Anwendungsbereich des jeweiligen Parts zuständig ist.